# International Journal of Chemical Kinetics
International Journal of Chemical Kinetics (abrégé en Int. J. Chem. Kinet.) est une revue scientifique à comité de lecture qui publie des articles dans le domaine de la cinétique chimique.
D'après le Journal Citation Reports, le facteur d'impact de ce journal était de 1,619 en 2009. Le directeur de publication est William H. Green, Jr. (Massachusetts Institute of Technology, États-Unis).